# Mimacraea apicalis
Mimacraea apicalis is een vlinder uit de familie van de Lycaenidae. De wetenschappelijke naam van de soort is voor het eerst geldig gepubliceerd in 1890 door Smith & Kirby.